# Лінді (Небраска)
Лінді (англ. Lindy) — переписна місцевість (CDP) в США, в окрузі Нокс штату Небраска. Населення — 13 осіб (2010).

## Географія
Лінді розташоване за координатами 42°44′6″ пн. ш. 97°45′0″ зх. д. / 42.73500° пн. ш. 97.75000° зх. д. (42.735091, -97.749956).  За даними Бюро перепису населення США в 2010 році переписна місцевість мала площу 2,59 км², уся площа — суходіл.

## Демографія
Згідно з переписом 2010 року, у переписній місцевості мешкало 13 осіб у 7 домогосподарствах у складі 4 родин. Густота населення становила 5 осіб/км².  Було 8 помешкань (3/км²).
Расовий склад населення:
| - 92,3 % — білих - 7,7 % — корінних американців |

До двох чи більше рас належало 0,0 %. Частка іспаномовних становила 7,7 % від усіх жителів.
За віковим діапазоном населення розподілялося таким чином: 7,7 % — особи молодші 18 років, 61,5 % — особи у віці 18—64 років, 30,8 % — особи у віці 65 років та старші. Медіана віку мешканця становила 60,5 року. На 100 осіб жіночої статі у переписній місцевості припадало 160,0 чоловіків;  на 100 жінок у віці від 18 років та старших — 140,0 чоловіків також старших 18 років.
Середній дохід на одне домашнє господарство  становив 29 425 доларів США (медіана — 31 667), а середній дохід на одну сім'ю — 27 871 долар (медіана — 31 250). 
Цивільне працевлаштоване населення становило 3 особи. Основні галузі зайнятості: сільське господарство, лісництво, риболовля — 66,7 %, транспорт — 33,3 %.